# Temporada 1973-1974 del Liceu
La temporada 1973-1974 del Liceu, en la primera funció de Lucia di Lammermoor, que es retransmetia per ràdio, el tenor Jaume Aragall va tenir una lipotímia en plena ària final d'Edgardo, i va haver de deixar de cantar i abandonar l'escena. La funció es va suspendre uns vint minuts, després dels quals Aragall va tornar a escena, va repetir l'ària des del començament i va acabar la funció amb tota normalitat.
| Temporada 1973-1974 del Liceu |                           |                        |                        | |           |                                  |
| Òpera                         | Compositor                | Director musical       | Director d'escena      | Papers principals | Producció | Dates                            |
| Caterina Cornaro              | Gaetano Donizetti         |                        |                        | Montserrat Caballé, Jaume Aragall |           |                                  |
| Attila                        | Giuseppe Verdi            | Plácido Domingo        |                        | |           | del 26 de desembre al 2 de gener |
| La traviata                   | Giuseppe Verdi            | Gianfranco Masini      | Walter Cataldi-Tassoni | Montserrat Caballé/Anna Maccianti, Josep Carreras, Vicenç Sardinero                                                                               |           |                                  |
| Così fan tutte                | Wolfgang Amadeus Mozart   | Ljubomir Romanksy      | Werner Michael Esser   | Teresa Żylis-Gara, Margreta Elkins, Heinz Holeček, Krunoslav Cigoj, Margaret Neville, Peter van der Bilt                                          |           | 6 de gener                       |
| Faust                         | Charles Gounod            |                        |                        | Jaume Aragall, Vicenç Sardinero, Ángeles Chamorro, Justino Díaz                                                                                   |           |                                  |
| La bohème                     | Giacomo Puccini           | Gerardo Pérez Busquier |                        | Giuseppe Giacomini, Vicenç Sardinero, Luciano Saldari, Jeannette Pilou, Diana Reed, Giovanni Gusmeroli                                            |           | gener                            |
| L'amore dei tre re            | Italo Montemezzi          | Ino Savini             |                        | Pedro Lavirgen |           |                                  |
| Iris                          | Pietro Mascagni           | Ino Savini             |                        | Lando Bartolini |           |                                  |
| Il Trovatore                  | Giuseppe Verdi            | Michelangelo Veltri    | Dimiter Uzunov         | Bianca Berini, Pedro Lavirgen, Carol Neblett, Franco Bordoni, Carlo del Bosco, Cecília Fondevila, Josep Ruiz, Joan Baptista Rocher                |           | 21, 23, 25 desembre              |
| La traviata                   | Giuseppe Verdi            |                        |                        | Montserrat Caballé |           | desembre                         |
| Aida                          | Giuseppe Verdi            | Gianfranco Masini      |                        | Montserrat Caballé, Plácido Domingo, Bianca Berini, Giampiero Mastromei, Gwynw Howell, Joan Pons                                                  |           | del 29 de desembre al 5 de gener |
| Lucia di Lammermoor           | Gaetano Donizetti         | Adolfo Camozzo         |                        | Cecilia Albanese, Jaume Aragall, Juan Galindo, Silvano Pagliuca                                                                                   |           |                                  |
| Samson et Dalila              | Camille Saint-Saëns       |                        |                        | Ielena Obraztsova, Gilbert Py |           | 8 de gener                       |
| Iphigénie en Tauride          | Christoph Willibald Gluck |                        |                        | |           |                                  |
| El barber de Sevilla          | Gioachino Rossini         | Carlo Felice Cillario  | Renato Capecchi        | Eduard Giménez, Renato Capecchi, Jeannette Scovotti, Ryan Edwards, Nicolai Ghiuselev, Rafael Campos, Dídac Monjo, Freda Rakussin, Josep Torruella |           |                                  |